# بورلينغتون (نيويورك)
بورلينغتون (بالإنجليزية: Burlington, New York)‏ هي بلدة أمريكية تقع في الولايات المتحدة في مقاطعة أوتسيغو، نيويورك. يقدر عدد سكانها بـ 1,140 نسمة ومساحتها 116.6 كم2 و وترتفع عن سطح البحر 597 متر.